# Chacaritas Fútbol Club
El Chacaritas Fútbol Club, mayormente conocido como Chacaritas, es un club deportivo ecuatoriano originario de la ciudad de Pelileo, fundado el 22 de julio de 1960. Actualmente participa en la Serie B de Ecuador.
Está afiliado a la Asociación de Fútbol Profesional de Tungurahua.

## Historia
El Chacaritas Fútbol Club fue fundado el 22 de julio de 1960 en la ciudad de Pelileo, provincia de Tungurahua. Durante sus primeros años destacó en los torneos barriales y de segunda categoría provinciales que se organizaban en la ciudad y provincia, pero en los 90 donde el equipo cesó su actividad futbolística.
El 4 de noviembre del año 2016 se reconocen las gestiones para traer al club de vuelta al fútbol profesional y para la temporada 2017 el Club Chacaritas participó en el torneo provincial como uno de los tres equipos de la ciudad de Pelileo, con varios jugadores del Pelileo Sporting Club en sus filas.
En un torneo donde participaron seis clubes de la provincia de Tungurahua, el nuevo equipo dominó el torneo provincial y siempre se mantuvo en el primer lugar, logrando nueve victorias y un empate en diez encuentros, con 41 goles a favor y 4 en contra. Como campeón provincial, el equipo se clasificó a los zonales de Segunda Categoría 2017, acabando con la hegemonía del Pelileo SC como el campeón dominante de Segunda Categoría de Tungurahua.
Ya en los Zonales 2017 compartió grupo en la Zona 2 con Puerto Quito de Pichincha, Deportivo Guano de Chimborazo, Deportivo Puyo de Pastaza, Mineros Sporting Club de Bolívar y Club Valle de Quijos de Napo; tuvo una destacada actuación con cinco victorias, cuatro empates y una derrota. Estuvo en zona de clasificación a la siguiente fase durante ocho de los diez encuentros y concluyó su participación en el primer lugar de la Zona 2.
En los cuadrangulares semifinales compartió el grupo 2 con Grecia de Manabí, Atlético Ibarra de Imbabura y FC Insutec de Los Ríos, terminando primero en su grupo clasificando al cuadrangular final. En el cuadrangular final compartió grupo con Puerto Quito, Orense, y Rocafuerte, donde finalmente terminó en tercer puesto.
En el año 2018 participó nuevamente en el torneo provincial de Tungurahua, donde terminó segundo por detrás América de Ambato. En los Zonales 2018 formó parte de la zona 5 junto a los clubes Alianza, Mineros Sporting Club y Azogues Sporting Club, donde terminó tercero, terminando de esa forma su participación.
En el año 2019, alcanzó nuevamente el primer lugar en el torneo provincial de Tungurahua. En los zonales 2019, integró la zona 5 junto a Juventud Minera, Alianza, D' León y LDJ Macas, terminando en primer lugar y clasificando a los cuadrangulares semifinales. En los cuadrangulares semifinales conformó el grupo D junto a La Paz, La gloria y Patria, terminando en primer lugar y clasificando al cuadrangular final. En el cuadrangular final compitió con los clubes 9 de Octubre, Esmeraldas Fútbol Club y Otavalo Fútbol Club por los 2 cupos del ascenso; en la quinta jornada concretó uno de sus objetivos y alcanzó la clasificación al Campeonato Ecuatoriano de Futbol serie B del 2020. En la última jornada alcanzó de forma definitiva el primer lugar del cuadrangular final consagrándose como campeón del Torneo de Ascenso 2019.
En la temporadas posteriores año 2023 y 2024, el equipo juega un papel secundario en el campeonato de la serie B, ya que se mantuvo en la lucha por no descender a la segunda categoría, concretamente en la temporada 2024 desciende a segunda categoría conjuntamente con el equipo de Vargas Torres, pero debido a que el 2025 los 2 se les perdonaron a los equipos de la serie B su descenso), y la serie B se jugaría con 12 equipos.

## Uniforme

### Evolución del uniforme titular
| 2017 | 2018 | 2019 | 2020 | 2021 | 2022 | 2023 | 2024 |

### Evolución del segundo uniforme
| 2018 | 2019 | 2020 | 2021 | 2022 | 2023 | 2024 |

### Evolución del tercer uniforme
| 2020 | 2021 | 2022 | 2023 | 2024 |

## Jugadores

### Plantilla 2025
- Última actualización: 21 de febrero de 2025.

- = Capitán.
- = Lesionado.

#### Altas y bajas Primera etapa 2025
- Actualizado el 1 de febrero de 2025.

| Altas             |                |                       |                    |
| Jugador           | Posición       | Procedencia           | Tipo               |
| Ayrton Morales    | Guardameta     | C. D. Everest         | Libre.             |
| Julio Cárdenas    | Guardameta     | Liga de Quito         | Préstamo.          |
| Milton Bolaños    | Defensa        | Atlético Porteño      | Libre.             |
| Galo Vasco        | Defensa        | El Nacional           | Libre.             |
| Estalin Segura    | Defensa        | Universidad Católica  | Préstamo.          |
| Carlos Alvarado   | Defensa        | Universidad Católica  | Préstamo.          |
| Jhonathan Lucas   | Centrocampista | Técnico Universitario | Libre.             |
| Federico Paz      | Centrocampista | C. S. Desamparados    | Préstamo.          |
| Nicolás Sottile   | Centrocampista | Deportivo Madryn      | Préstamo.          |
| Edison Guerrero   | Centrocampista | Universidad Católica  | Préstamo.          |
| Jorge Palacios    | Delantero      | C. S. 3 de Julio      | Libre.             |
| Jorge Luis Cuesta | Delantero      | Atlético Porteño      | Libre.             |
| Kevin Valencia    | Delantero      | Atlético Saquisilí    | Regreso de cesión. |
| Luis Espinola     | Delantero      | Rubio Ñu              | Libre.             |

| Bajas               |                |                    |                        |
| Jugador             | Posición       | Destino            | Tipo                   |
| Leonel Nazareno     | Guardameta     | Liga de Quito      | Fin de préstamo.       |
| Deny Mideros        | Guardameta     | Manta F. C.        | Fin de contrato.       |
| Daykol Romero       | Defensa        | Liga de Quito      | Fin de préstamo.       |
| Cristian Sain       | Defensa        | C. A. San Jorge    | Fin de contrato.       |
| Marvin Corozo       | Defensa        | Aviced F. C.       | Fin de contrato.       |
| Anthony Zamora      | Defensa        | Bandera de ?       | Fin de contrato.       |
| Esteban Reyes       | Defensa        | Cumbayá F. C.      | Fin de contrato.       |
| Luis Luna           | Defensa        | Deportivo Quevedo  | Fin de contrato.       |
| Jean Carlos Robledo | Centrocampista | América de Quito   | Fin de contrato.       |
| Luis Bolaños        | Centrocampista | Deportivo Quito    | Fin de contrato.       |
| Kevin Velasco       | Centrocampista | Mushuc Runa S. C.  | Fin de contrato.       |
| Jefferson Chaglla   | Centrocampista | Atlético Saquisilí | Préstamo.              |
| Arnaldo Gauna       | Delantero      | Liga de Portoviejo | Rescisión de contrato. |
| Eber Caicedo        | Delantero      | Real Tomayapo      | Libre.                 |
| Jersson Rodríguez   | Delantero      | Atlético Saquisilí | Préstamo.              |
| Jorge Detona        | Delantero      | Deportivo Quito    | Fin de contrato.       |

## Datos del club
- Temporadas en Serie B: 6 (2020-presente)
- Temporadas en Segunda Categoría: 9 (1992-1997, 2017-2019)
- Mejor puesto en la liga: 4.° (Serie B 2021).
- Peor puesto en la liga: 10.° (Serie B 2024).
- Mayor goleada a favor en torneos nacionales:
  - 4 - 1 contra Guayaquil Sport (22 de septiembre de 2021).
- Mayor goleada en contra en torneos nacionales:
  - 4 - 1 contra Fuerza Amarilla (8 de marzo de 2020).
- Máximo goleador histórico:
- Máximo goleador en torneos nacionales:
- Primer partido en torneos nacionales:
  - Chacaritas 1 - 0 Gualaceo (1 de marzo de 2020 en el Estadio Ciudad de Pelileo).

## Palmarés

### Torneos nacionales
| Competición                        | Títulos | Subcampeonatos |
| ---------------------------------- | ------- | -------------- |
| Segunda Categoría de Ecuador (1/0) | 2019.   |                |

### Torneos provinciales
| Competición                                                | Títulos           | Subcampeonatos |
| ---------------------------------------------------------- | ----------------- | -------------- |
| Campeonato Provincial de la Liga Amateur de Tungurahua (1) | 1992.             |                |
| Segunda Categoría de Tungurahua (3/1)                      | 1992, 2017, 2019. | 2018.          |